# 리정위
리정위(중국어 간체자: 李政宇, 병음: Lî Zhèngyû, 한자음: 이정우, 1993년 7월 23일 ~ )는 중국의 배우이다.